# Aulnoye Communal Cemetery
Aulnoye Communal Cemetery is een Britse militaire begraafplaats gelegen in de Franse plaats Aulnoye (Noorderdepartement). De begraafplaats wordt onderhouden door de Commonwealth War Graves Commission.
De begraafplaats telt 44 geïdentificeerde graven waarvan 43 Gemenebest graven uit de Eerste Wereldoorlog en een overig graf uit de Eerste Wereldoorlog.